# Reichenbach (Zahme Gera)
Der Reichenbach ist ein 10 km langer Nebenfluss der Zahmen Gera im Ilm-Kreis (Thüringen).

## Verlauf

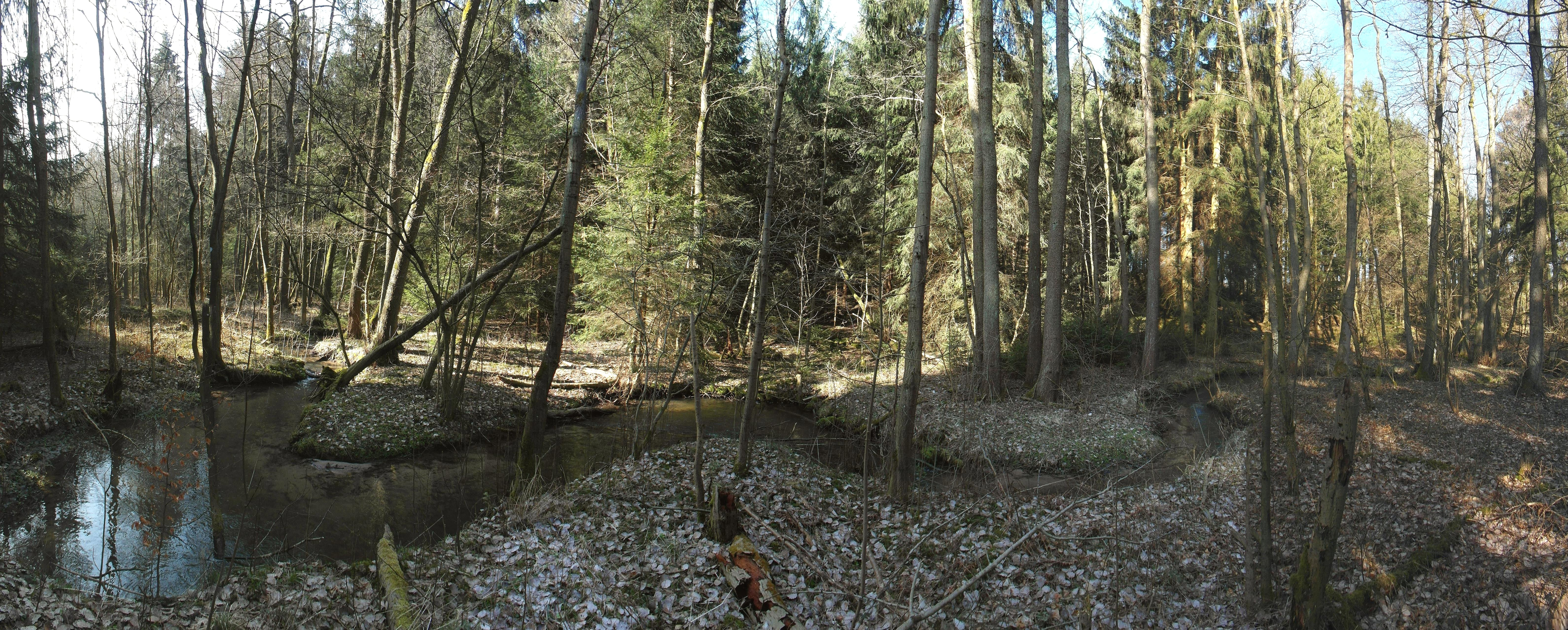
Mäander des jungen Reichenbach

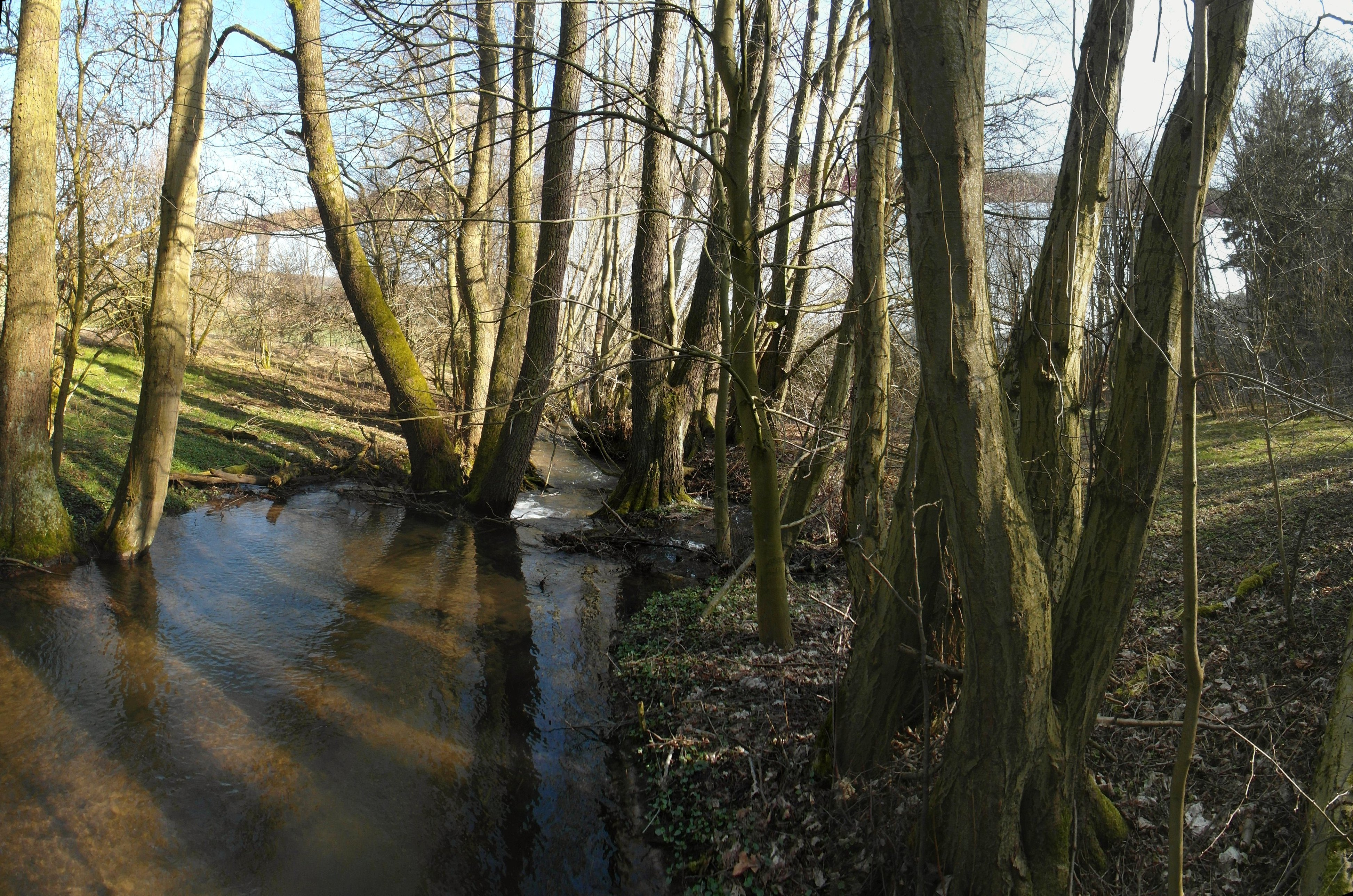
Reichenbach und Talbrücke der A71

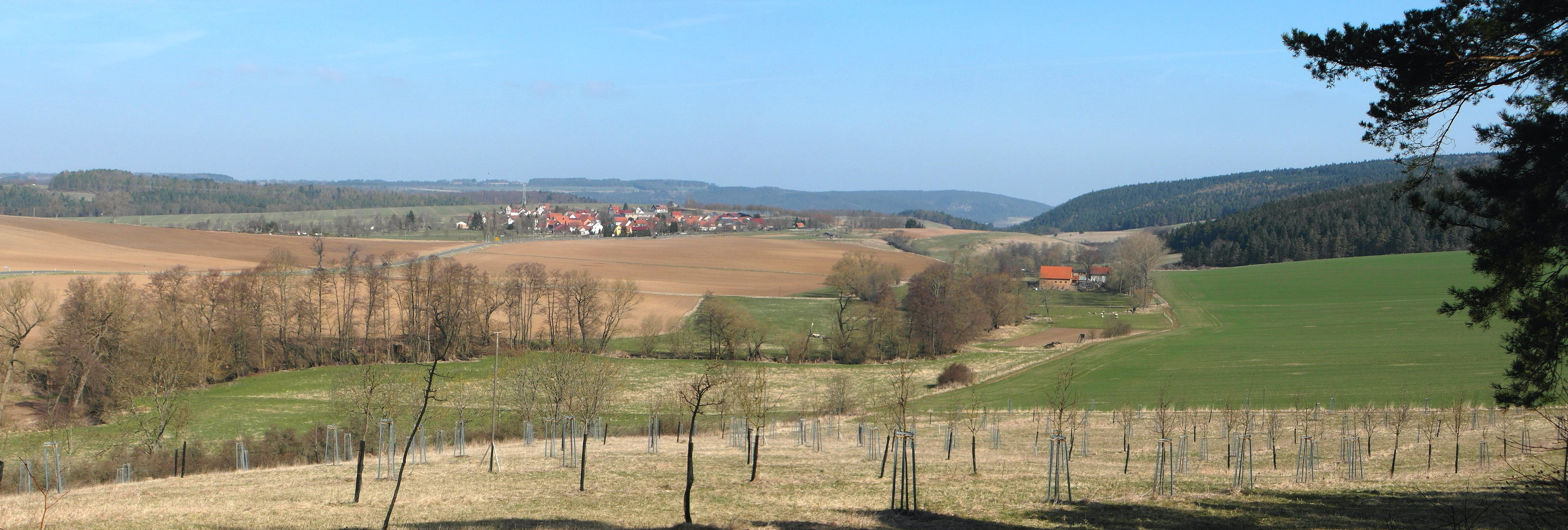
Blick auf Neusiß, Grundmühle und Reichenbach

Er entspringt an der Henneberger Leite bei Ilmenau-Roda und ist in der Ortslage unmittelbar zu einem Teich aufgestaut. In seinem Verlauf fließt er zunächst westnordwestwärts Richtung Elgersburg, fließt dann aber nach Norden weiter. Es folgt ein enges Tal zwischen dem Hirtenberg (549 m ü. NHN) im Westen und der Henneberger Leite (560 m ü. NHN) im Osten. Anschließend öffnet sich das Tal wieder. Hier wird es von der Talbrücke Reichenbach überbrückt, auf der die Bundesautobahn 71 verläuft. Der Reichenbach erreicht unterhalb der Brücke Martinroda. Hinter Martinroda fließt er nordwärts weiter, an Neusiß vorbei, bevor er kurz vor Plaue in die Zahme Gera mündet.

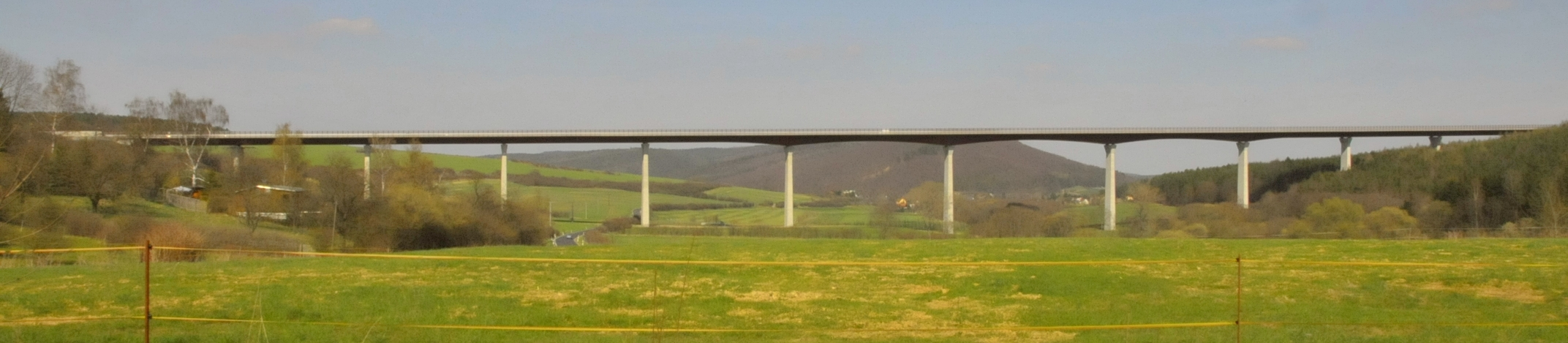
Reichenbach-Talbrücke der Autobahn A 71